# Хёттгес, Хорст-Дитер
Хорст-Ди́тер Хёттгес (нем. Horst-Dieter Höttges; 10 сентября 1943, Мёнхенгладбах, Рейнская провинция — 22 июня 2023, Ферден, Нижняя Саксония) — немецкий футболист, играл на позиции защитника. Легенда «Вердера». Один из семи футболистов — обладателей полного комплекта наград чемпионатов мира (серебро в 1966, бронза в 1970 и золото в 1974 годах).

## Клубная карьера
Стал игроком «Боруссии» в 17 лет. После трёх лет в молодёжной команде попадает в основной состав, где отыграл полный сезон. Но после сезона Хётггес перешёл в бременский «Вердер», так как тренер «жеребцов» Хеннес Вайсвайлер считал, что защитнику нужно двигаться дальше, а в Мёнхенгладбахе он это делать не сможет.
В «Вердере» Хорст пользовался огромным успехом у главного тренера Вилли Мультхаупа. В первом же своём сезоне стал чемпионом ФРГ. После этого сезона его заприметил главный тренер «бундестим» Хельмут Шён, которому очень понравилась неуступчивость и небоязнь идти до конца защитника.
Хорст-Дитер Хёттгес остался верен «Вердеру» до конца карьеры. Всего за клуб он сыграл 420 матчей, забив в них 55 мячей.
После завершения карьеры Хорст играл в любительских деревенских клубах SC Oberbecksen и TSV Achim.

## Карьера в сборной
Хорст дебютировал в сборной 13 марта 1965 года в товарищеском матче против сборной Италии, который проходил в Гамбурге на стадионе «Фолькпаркштадион» и завершился со счётом 1-1.
Последний матч за сборную ФРГ провёл 22 июня 1974 года на том же стадионе в Гамбурге против сборной ГДР. Матч закончился поражением со счётом 0-1.

## Достижения
«Вердер»
- Чемпион ФРГ: 1965
- Серебряный призёр чемпионата ФРГ: 1968

## Статистика по сезонам
| Сезон   | Команды    | Матчи | Голы |
| ------- | ---------- | ----- | ---- |
| 1963/64 | Боруссия М | 30    | 0    |
| 1964/65 | Вердер     | 29    | 1    |
| 1965/66 | Вердер     | 31    | 5    |
| 1966/67 | Вердер     | 30    | 3    |
| 1967/68 | Вердер     | 33    | 9    |
| 1968/69 | Вердер     | 31    | 6    |
| 1969/70 | Вердер     | 31    | 3    |
| 1970/71 | Вердер     | 22    | 1    |
| 1971/72 | Вердер     | 28    | 3    |
| 1972/73 | Вердер     | 29    | 3    |
| 1973/74 | Вердер     | 31    | 6    |
| 1974/75 | Вердер     | 31    | 6    |
| 1975/76 | Вердер     | 30    | 4    |
| 1976/77 | Вердер     | 32    | 2    |
| 1977/78 | Вердер     | 32    | 3    |